# Police and Thieves
Police and Thieves (ou Police and Thief) est une chanson de reggae enregistrée pour la première fois par le chanteur jamaïcain Junior Murvin en 1976. Elle est reprise par le groupe punk The Clash et incluse dans leur premier album sorti en 1977.

## Version de Junior Murvin
La chanson est écrite par le chanteur à la voix de fausset Junior Murvin. Murvin approche Lee "Scratch" Perry en mai 1976 et auditionne au studio Black Ark de Perry. Celui-ci décide d'enregistrer la chanson l'après-midi même en modifiant légèrement les paroles. Les musiciens présents sur l'enregistrement sont Boris Gardiner (basse), Ernest Ranglin (guitare), Sly Dunbar (batterie), Keith Sterling (claviers) et Joe Cooper (orgue), avec des chœurs fournis par Barry Llewellyn et Earl Morgan de The Heptones.
Le lendemain, des versions dub sont mixées et des versions avec des paroles différentes enregistrées. La chanson, sur la guerre des gangs et la brutalité policière, sort en quelques jours, soutenue par la version dub Grumbling Dub des Upsetters, et devient un grand succès en Jamaïque. Sortie sur le label Wild Flower, filiale de Federal Records (sous le titre de Police and Thief), elle est publiée au Royaume-Uni par Island Records en juillet et s'avère être un plus gros succès de vente et de club en Angleterre que dans la Jamaïque natale de Murvin et Perry,. Elle connait également un certain succès aux États-Unis, où elle est publiée par le label Mango. Island édite également un disque 12" (30cm) avec la version deejay de Jah Lion, Soldier and Police War, plus la version instrumentale au saxophone de Glen DaCosta, Magic Touch.
La chanson est nommée « Single reggae de l'année » par Black Echoes, et obtient la 6e place dans le classement annuel des singles par le New Musical Express. La chanson est incluse en 1977 sur l' album de Junior Murvin auquel elle donne son titre.
La chanson devient une sorte d'hymne au Royaume-Uni en 1976 lorsque le carnaval de Notting Hill dégénère en émeute,. Joe Strummer et Paul Simonon des Clash sont impliqués dans ces émeutes, ce qui les inspire pour reprendre la chanson sur leur premier album, dans un style qu'ils appellent « punk reggae ».
La version de Junior Murvin devient un hit du Top 30 britannique en 1980, culminant en 23e position. Elle apparaît dans le film Rockers de Ted Bafaloukos en 1978, ainsi que dans le film Arnaques, Crimes et Botanique de Guy Ritchie en 1998. La chanson est réenregistrée depuis plusieurs fois par Murvin ; une version digitale apparaît sur un single de 1987 produit par Prince Jammy, une version acoustique est incluse sur l'album Inna de Yard de 2007 et une nouvelle version sort en 2008 sur un single produit par Ralston Brown. En 2019, le label français Broken Stick Records sort un disque 12" avec une nouvelle version vocale de Murvin lui-même (enregistrée en 2006), un tout nouveau remix deejay par U Roy, une version au mélodica et une version dub.
Pistes de The Clash
Protex Blue
(11) 48 Hours
(13)

## The Clash
La version « punk reggae » du groupe anglais The Clash apparait sur leur premier album homonyme. Cette version, d'une durée de 6 minutes, est un parfait exemple de groupe de rock incorporant le reggae à son répertoire. Le premier commentaire de Murvin est : « ils ont détruit le travail de Jah! ».
La chanson est un des morceaux favoris du local de répétition du groupe. Il n'est pas prévu initialement qu'elle figure dans The Clash, mais une version impromptue, interprétée par le groupe pendant une pause lors d'une session d'enregistrement, motive la décision de finaliser leur propre arrangement, de l'enregistrer et de l'inclure sur l'album.
Au début de la chanson, Joe Strummer réinterprète le vers « They're going through a tight wind » en hommage aux Ramones, un groupe punk américain déjà bien établi et une influence majeure sur The Clash. Cette phrase apparaît dans la chanson Blitzkrieg Bop des Ramones.
Perry considère aussi que les Clash ont « ruiné » la chanson avec leur version, mais accepte  néanmoins de travailler avec eux par la suite.
Bob Marley trouve l'inspiration pour sa chanson Punky Reggae Party après avoir entendu la version des Clash – sa réaction après l'avoir entendue pour la première fois est celle-ci : « C'est différent, mais j'aime ce qu'il ressent ».

## Autres versions
De nombreuses autres versions sont enregistrées,, dont plusieurs sur des albums hommage aux Clash.
- 1998 : Dubversive featuring Boy George en single.
- 2000 : Seeed (We Seeed) en face B du single New Dubby Conquerors puis sur l'album du même nom.
- 2012 : The Orb featuring Lee Scratch Perry sur l'album The Observer in the Star House.
- 2012 : Birds in Row sur leur premier album You, Me & the Violence.
- 2015 : Tiken Jah Fakoly sur l'album Racines.
- 2016 : Imagination featuring Leee John sur l'album Retropia.

Le musicien de jazz Billy Iuso (en) la reprend sur son album de 2015 Overstanding.

## Utilisation dans les médias
Police and Thieves est utilisée dans plusieurs films, séries télévisées ou jeux vidéo.
La version originale de Junior Murvin figure dans les films Black Joy (1977), Arnaques, Crimes et Botanique (1977), Rockers (1978), Coup d'éclat (2004), En cloque, mode d'emploi (2007), ainsi que dans le jeu vidéo Scarface: The World Is Yours.
La version des Clash apparaît sur la bande originale du film de Wes Anderson, La Famille Tenenbaum (2001), dans le film 21 Jump Street (2012), et dans la série Ashes to Ashes (épisode #1.4, 2008).
La chanson est également présente dans le film Alerte à Miami : Reno 911 ! où elle est interprétée par Dave Grohl, qui figure au générique sous le pseudonyme « Sprechen Sie Deutsch ».